# Мацей Бутримович
Мацей Бутримович (пол. Mateusz Butrymowicz; 1745 — 1814) — підстароста і мечник Пінського повіту, учасник Чотирирічного сейму.

## Біографія

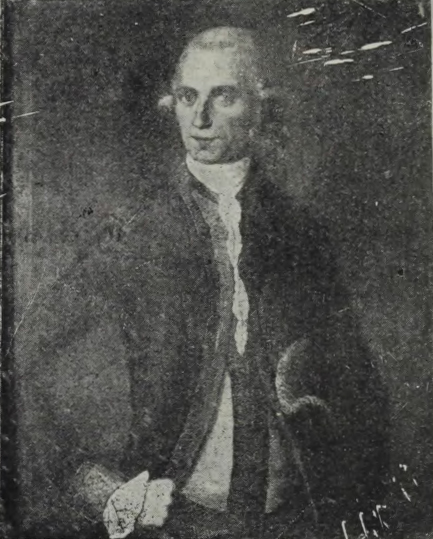
Матей Бутримович. Гравюра XVIII ст.

Представник роду Бутримовичів герба «Топор», син Якуба і Анастасії. Навчався у Пінському єзуїтському колегіумі. Прихильник партії гетьмана Михайла Казимира Огінського.
З 1776 поручик п'ятигорських військ ВКЛ. У 1778 номінований конюший Пінського повіту. З 1780 — мечник Пінського повіту, з 1783 — міський суддя, а у 1785 — підстароста Пінський.
У 1778 — разом з гетьманом Огінським за власною ініціативою почав будівництво трактів з Пінська в напрямку Слонима і Волині .
У 1781 і 1786 був депутатом Литовського трибуналу.
У своєму маєтку Христинів створив зразкове господарство, розмістивши його на осушених болотах. Дбав про своїх селян. Заснував школу для дітей ремісників і селян.
У самому Пінську Бутримович побудував палац у стилі класицизму.
У 1784 закінчив будівництво Муховецького (Дніпровсько-Бузького) і Целяхоновського (Огінського) водних каналів.
У 1788 — був обраний послом на Великий Сейм у Варшаві. Входив до комісії з екзамунавання скарбу ВКЛ, депутацію екзамінування справи щодо обвинувачених у бунтах. Виступав за створення в Речі Посполитій автономної православної влади. Вніс на Сейм пропозиції щодо поліпшення стану євреїв у Речі Посполитій, після чого став членом депутації з питань євреїв . Виступав за передачу освіти в країні від Освітньої комісії до чернечих орденів. Прихильник Конституції 3 травня. Був членом Об'єднання прихильників урядової конституції .
Після 1792 відомостей про Бутримовича майже немає. Відомо, що жив у Пінському районі. Помер у 1810 або 1814 р.

## Родина
Був одружений двічі. З першою дружиною, Христиною Лях-Ширмою (Krystyna Lach-Szyrma), була донька Юзефа, яка стала дружиною Михайла Орди. Сином пари, онук Мацея Бутримовича, був Наполеон Орда.

## Нагороди
За заслуги в налагодженні транспортних комунікацій був нагороджений орденами Білого Орла і Святого Станіслава .

## Пам'ять
Ім'я Мацея Бутримовича носила в міжвоєнний час одна з початкових шкіл у Любліні (тепер Початкова школа № 24 імені Люблінських партизанів).